# Petrus Kenicius
Petrus Kenicius (versione latinizzata di Peter Königsson; Umeå, 1555 – Uppsala, 3 febbraio 1636) è stato un arcivescovo luterano svedese, arcivescovo di Uppsala dal 1609 fino alla sua morte.

## Biografia
Studiò alle università di Wittenberg e Rostock.
Nel 1589 fu imprigionato per ordine di Giovanni III, insieme, tra gli altri, a Nicolaus Olai Bothniensis, che sarebbe diventato arcivescovo nel 1599, a causa della loro opposizione alla liturgia non luterana del sovrano.
Dopo esser stato rilasciato, partecipò al Sinodo di Uppsala del 1593, e nel 1596 divenne vescovo di Skara.
Era considerato un uomo educato e dedito al lavoro, che dedicava molto tempo e cura all'ateneo di Uppsala e alla Chiesa. In tarda età, fu costretto a trascurare l'arcidiocesi in quanto indebolito dall'età e dalla malattia.

## Successione apostolica
- Papa Clemente VII
- Vescovo Petrus Magni
- Arcivescovo Laurentius Petri
- Vescovo J.J. Vestrogothus
- Vescovo Petrus Benedicti
- Arcivescovo Abraham Angermannus
- Arcivescovo Petrus Kenicius